# Tête de Valpelline
Die  Tête de Valpelline  ist ein 3798 m hoher Berg auf der Grenze zwischen der Schweiz und Italien in den Walliser Alpen. Auf italienischer Seite überragt der Gipfel das Valpelline, auf Schweizer Seite das Mattertal.
Der Normalweg führt über die Schutzhütte Rifugio Aosta zum Pass Col de la Division und dann weiter östlich über den Tsa de Tsangletscher zum Gipfel. Für den Anstieg von der Schutzhütte rechnet man ca. 3 Stunden ein.
Auf der Grenze gelegen, steht der Gipfel zwischen der weiter östlich gelegenen Dent d’Hérens sowie der weiter nördlich gelegenen Tête Blanche.
Die Etappe zwischen Bertolhütte und Schönbielhütte im Rahmen der Haute Route führt nahe am Gipfel der Tête de Valpelline vorbei.